# Афонін Віктор Андрійович
Афонін Віктор Андрійович (9 липня 1946, м. Ратенов, Німеччина) — заслужений художник України, доцент кафедри образотворчого та декоративно-прикладного мистецтва Черкаського національного університету ім. Б. Хмельницького.

## Освіта, службова кар'єра, громадська діяльність
З 1962 по1968 рр. навчався в Одеському державному художньому училищі ім. М. Б. Грекова на відділенні художньої кераміки. У 1975 р. закінчив відділення промграфіки та упаковки на факультеті декоративно-прикладного мистецтва Московського вищого художньо-промислового училища (бувш. Строганова). Починаючи з 1975 р. по 1983 рр. працював на посаді художника Художнього комбінату в м. Навої, Узбекистан. З 1983 по 1984 рр. головний художник Черкаського обласного виробничо художньо-оформлюючого комбінату. 1984 р. — головний художник Черкаські художньо-виробничі майстерні худфонду УСРС. 1997—1999 рр. — викладач Черкаського модельного центру підготовки та перепідготовки фахівців. 1999—2002 рр. — доцент кафедри інженерної графіки Черкаського інженерно-технологічного інституту. 2002—2017 рр. — доцент кафедри дизайну Черкаськаського інженерно-технологічного університету. З 2017 року — доцент кафедри образотворчого та декоративно-прикладного мистецтва Черкаського національного університету ім. Б. Хмельницького. Учасник виставок різного рівня від республіканських до міжнародних.

## Творчі досягнення
В. А. Афонін — відомий художник-графік, працює в галузі плакату, графічного-дизайну та графіки. Ним розроблено десятки товарних знаків для вітчизняних та зарубіжних підприємств, найвідоміші з них — «Волошкове поле», «Азот», «Бісквітна фабрика», «Панночка», «Черкасам 700 років», «Ружен тур», «Велес» та ін. Протягом творчої діяльності виконані десятки політичних, театральних, та культурно-видовищних плакатів, найвідоміші з них — «Анджело — тиран падуанський», "Кайдашева сім"я", «Аїда», «Кармен», триптих для Черкаського народного хору, «Черкащанка», афіші до джазових фестивалів 1992—1994 рр., серія плакатів для черкаського обласного краєзнавчого музею та ін. Його твори зберігається у Міністерстві культури СРСР, в музеях нашої країни, а також у приватних колекціях України, Німеччини, Фінляндії, США. Учасник близько 60 міжнародних, всеукраїнських та регіональних виставок. член Національної спілки художників України (1979). Автор 9 публікацій у фахових виданнях з мистецтвознавства.

## Нагороди
- 1986 р. — 3 місце на Міжнародному конкурсі Червоного хреста.
- 1998 р. — грамота Міністерства Освіти України «За успішну роботу в галузі дизайн-освіти».
- 1998 р. — Почесна Подяка Спілки художників України за творчу діяльність.
- 2008 р. — почесне звання «Заслужений художник України».
- 2008 р. — вчене звання доцента.
- 2013 р. — звання «Почесний професор» Черкаського державного технологічного університету.

## Основні творчі роботи

### Плакати
«Кармен»
«Аїда»

#### Плакати для Черкаського академічного музично-драматичного театру ім. Т.Г.Шевченка
1. «Анджело — тиран падуанський».
2. «Сімейна вечеря о пів на другу».
3. «Майя».
4. "Кайдашева сім"я".
5. «Любов лейтенанта».
6. «Крик журавля».
7. «Нічні забави».
8. «Остання мить поета»

#### Плакати для Обласної черкаської філармонії
1. Триптих «Черкаський народний хор».
2. «Ольга Павловська».
3. "Тріо «Вербена».
4. «Черкаський державний заслужений народний хор».
5. «Черкащанка».
6. «Червона калина».
7. «Спадщина».
8. «Камерний оркестр».

#### Серія рекламних плакатів для Черкаського обласного краєзнавчого музею
1 "Оберігайте пам"ятки архетектури".
2. «День музею».

### Товарні знаки
1. Акціонерне товариство «Азот».
2. Дизайнер одягу в. Антоненко.
3. Будівельна фірма «Колір».
4. Черкаський академічний музично-драматичний театр.
5. Фірма «Ларіарт».
6. Україно-латвійське підприємсто «Рігорос».
7. Торгова фірма «Велес».
8. Підприємство «Інфіко».
9. Черкаський молокозавод «Волошкове поле».
10. Черкаська бісквітна фабрика.
11. Молодіжне об"єднання «Квант».
12. Донецьке книжкове видавництво «АД».
13. Черкаський культурно-спортивний комплекс.
14. Туристична фірма «Ружин тур».
15. «700-річчя міста Черкаси».
16. Черкаський молодіжний центр «МЦ».
17. Знак для приватного катера «Мрія».
18. Музичний центр О.Морозова «ММ»
19. Фонд Культури «ФК».
20. Монограма художника М. М. Теліженка
21. Акціонерне товавриство «Маїс».

### Посібники
1. Навчальний посібник: Афонін В. А., Гладкова І. П. «Товарні знаки». Черкаси, видавець Чабаненко Ю. А., 2014. — 156 с.

### Статті
1. Храмова-Баранова О. Л., Афонін В. А., Гаврюшова Ю. С. Популяризация национального стиля в дизайне открыток Украины. Вестник Харьковской государственной академии дизайна и искусств, 2015, 7: 65-67.
2. Храмова-Баранова О. Л., Афонін В. А., Гаврюшова Ю. С. Популяризація національного мстилю в дизайні листівок України. Вісник Харківської державної академії дизайну і мистецтв. Мистецтвознавство. 2015, 7: 65-67.
3. Храмова-Баранова О. Л., Афонін В. А., Василенко А. С. Репрезентація спеціалізованих видань з архітектури у ХХ ст. засобами графічного дизайну: сторінки історії. Вісник Харківської державної академії дизайну і мистецтв. Мистецтвознавство. Архитектура, 2012, 7: 65-67.
4. Романенко Н. Г., Афонін В. А., Галицька О. В. Дизайн в контексті загальнолюдських цінностей. Вісник Харківської державної академії дизайну і мистецтв. Мистецтвознавство. Архитектура, 2011, 4: 65-67.
5. Вовченко Є. Д., Храмова-Баранова О. Л., Афонін В. А. Внесок родини бобринських у культурну спадщину України: минуле і сьогодення. Вісник Харківської державної академії дизайну і мистецтв. Мистецтвознавство. Архитектура, 2011, 5: 8-10.
6. Романенко, Н. Г., Афонін, В. А., Бердник, А. П. Дизайн-проектування як засіб формування предметно-просторового середовища. Вісник Харківської державної академії дизайну і мистецтв. Мистецтвознавство. Архитектура, 2007, 127—132.
7. Романенко, Н. Г., Афонін, В. А., Іщенко, Ю. П., Лагода, О. М. Концептуальні засади викладання фундаментальних навчальних дисциплін в дизайн-освіті. Вісник ХДАДМ: Зб. наукових праць за ред. Даниленка В. Я.–Харків: ХДАДМ, 2004, 67-72.